# Doros aequalis
Doros aequalis är en tvåvingeart som beskrevs av Friedrich Hermann Loew 1863. Doros aequalis ingår i släktet kronblomflugor, och familjen blomflugor. Inga underarter finns listade i Catalogue of Life.